# Walter Chacón
Walter Gaspar Segundo Chacón Málaga (Ayabaca, 23 de junio de 1944) es un general del Ejército del Perú en situación de retiro y político peruano. Se desempeñó como ministro del Interior en el tercer gobierno de Alberto Fujimori y también como comandante general del Ejército y jefe del Comando Conjunto de las Fuerzas Armadas.

## Biografía
Nació en Ayabaca, Piura, en 1944, siendo hijo de Gaspar Chacón y Lucinda Málaga. Estudió en la Escuela Militar de Chorrillos, egresando el 1 de enero de 1966, como subteniente de Ingeniería e integrante de la promoción "Centenario del Combate del Dos de Mayo de 1866", de la que también formaba parte Vladimiro Montesinos.
En 1998, con el grado de general de Brigada fue nombrado como comandante general de la 4.ª Brigada de Infantería con sede en el Departamento de Puno y también fue nombrado comandante de la I Región Militar de Piura en 1999.
Fue designado Ministro del Interior el 28 de julio de 2000, labor que ejerció hasta el 28 de octubre del mismo año, cuando fue reemplazado por Fernando Dianderas.
El 28 de octubre de 2000, fue designado comandante general del Ejército del Perú y presidente del Comando Conjunto de las Fuerzas Armadas del Perú. Tras la caída del régimen de Alberto Fujimori, culminó sus funciones en los altos cargos militares.
Es padre de la congresista fujimorista Cecilia Chacón y de la exreina de belleza Mónica Chacón.

### Condecoraciones
- 1994:  Oficial de la Orden de Mérito Militar de Brasil.[4]

## Acusaciones
El 19 de enero del 2001, la Fiscalía Penal Anticorrupción denunció penalmente al general Chacón, a su esposa e hijos por haber encontrado evidencias de la presunta comisión de los delitos de corrupción de funcionarios, contra la administración de justicia (encubrimiento), peculado y enriquecimiento ilícito en agravio del Estado, perpetrados durante el lapso de tiempo en que Chacón había ocupado el cargo de comandante general del Ejército.
En septiembre de 2001 se emitió un auto de detención. El general estuvo en prisión hasta diciembre de 2004, mes en el que salió tras haber cumplido más de 36 meses detenido sin haber sido sentenciado.
En junio de 2012 se declaró prescrito el proceso penal que se le seguía al exministro por el uso indebido de recursos del Estado a favor de la campaña de reelección de Alberto Fujimori.
En noviembre de 2012 fue condenado a cuatro años de prisión suspendida por el delito de peculado por haber autorizado la entrega de más de 50 mil soles por viáticos al general Edmundo Silva para un viaje a Alemania que nunca se realizó.